# Maison de la culture du Japon à Paris
La maison de la culture du Japon à Paris (ou MCJP, パリ日本文化会館) est située au 101 bis, quai Jacques-Chirac, dans le 15e arrondissement, à Paris. Elle a pour vocation de présenter la culture japonaise aux français. Elle est gérée par la Fondation du Japon dont elle assure la représentation en France.

## Construction
Le projet d'un tel établissement a été lancé lors d'une rencontre au Japon entre le président de la République française François Mitterrand et le Premier ministre japonais Zenkō Suzuki. Le bâtiment est l'œuvre de deux architectes, le Britannique Kenneth Armstrong et le Japonais Masayuki Yamanaka. Commencée en 1994, la construction sera achevée fin 1997. La MCJP a été inaugurée le 13 mai 1997 par le président de la République française de l'époque, Jacques Chirac, et par la princesse Sayako.

## Description
Le bâtiment, construit sur un espace qui était disponible, est adossé à la façade aveugle d'un immeuble haussmannien sur laquelle était peinte auparavant une grande fresque murale consacrée aux Grands Hommes du XXe siècle.
 Il comporte onze étages, dont six apparents. On y trouve, parmi d'autres, une salle d'exposition, deux salle à usage polyvalent de 500 m2 et de 130 m2, une bibliothèque et un pavillon de thé traditionnel. La maison présente des expositions, des spectacles, des projections de films, des conférences, et des ateliers et des cours sur la culture japonaise : ikebana, calligraphie, go, dessin de mangas, origami, cérémonie du thé, etc.

## Divers
Une conférence sur la minorité autochtone aïnoue au Japon a été donnée le 3 octobre 2016 à la MCJP ; à cette occasion l'équipe de la bibliothèque de la Maison de la culture du Japon à Paris, a préparé un dossier sur ce peuple et signalé qu'elle possède une réédition ancienne du premier véritable dictionnaire de la langue aïnoue An Ainu-English-Japanese dictionary du missionnaire anglais John Batchelor.
Le 14 avril 2021, le Conseil de Paris vote le renommage de la majeure partie du quai Branly (de la portion située devant le musée du Quai Branly jusqu'à la place des Martyrs-Juifs-du-Vélodrome-d’Hiver) « quai Jacques-Chirac », en hommage à l'ancien président de la République française, notamment pour les liens étroits qu'il avait tissés avec le Japon.